# Institutul Național de Statistică

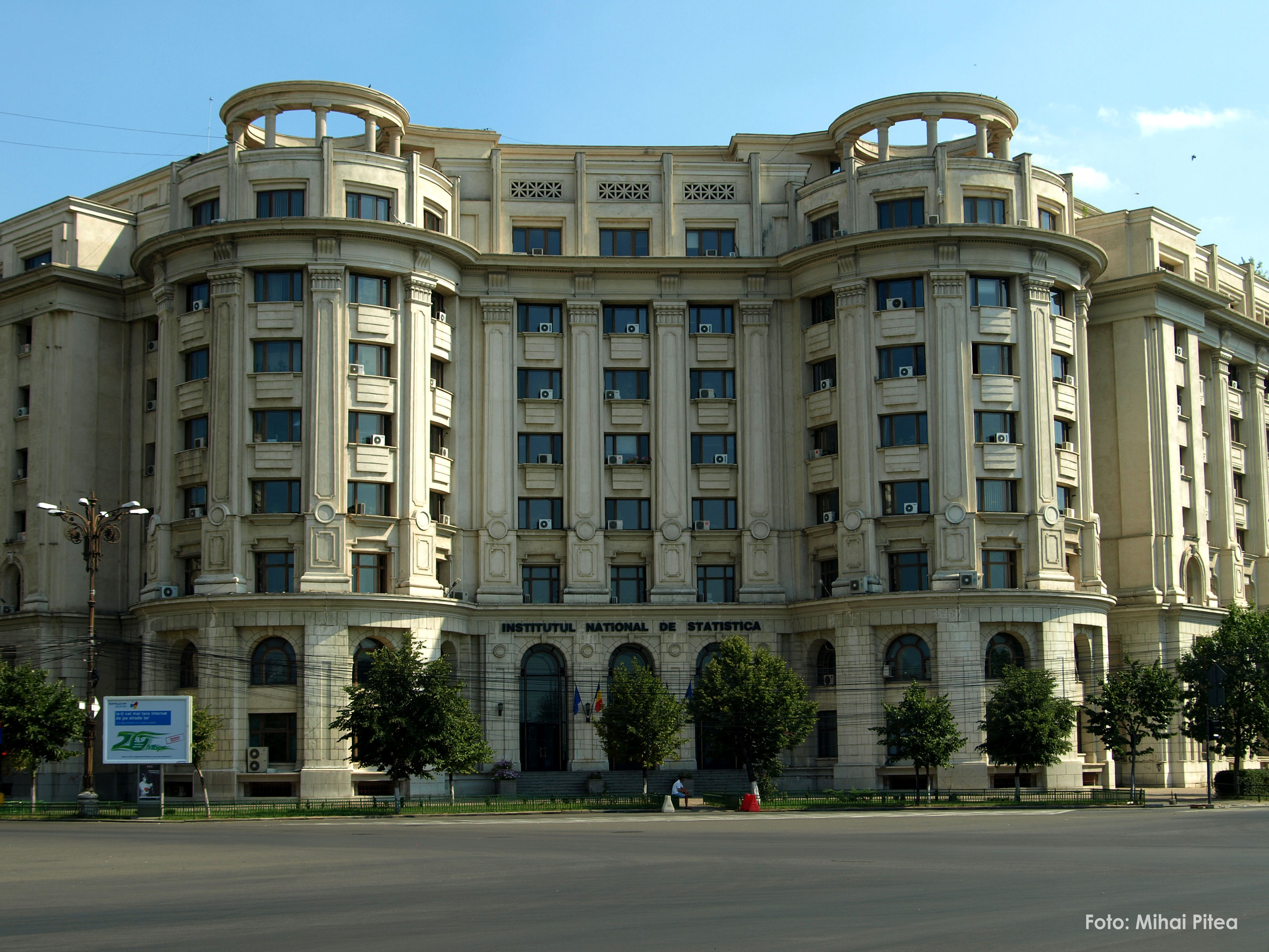
Sediul Institutului Național de Statistică. București, august 2009

Institutul Național de Statistică (I.N.S.) este un organ de specialitate al administrației publice centrale din România aflat în subordinea Guvernului și în coordonarea prim-ministrului, prin Secretariatul General al Guvernului.
Statistica oficială în România se desfășoară prin serviciile de statistică oficială și este organizată și coordonată de acest institut.
Funcționarea INS se întemeiază pe principiile autonomiei, confidențialității, transparenței, relevanței, proporționalității, deontologiei statistice și raportului cost/eficiență.

## Conducere
În prezent  conducerea INS este asigurată de către Tudorel Andrei, președinte, împreună cu trei vicepreședinți:
- Marian CHIVU,  Coordoneaza activitatea urmatoarelor directii generale si directii, conform Ordinului președintelui INS nr.1857/06.11.2017:

- Directia generala de conturi nationale si sinteze macroeconomice
- Directia generala de exploatare si gestionare a surselor de date statistice
- Directia afaceri europene si cooperare internationala
- Unitatea de politici publice
- Ioan-Silviu VÎRVA

Coordoneaza activitatea urmatoarelor directii generale, conform Ordinului președintelui INS nr.1143/10.07.2024:
- Directia generala de statistica economica
- Directia generala de demografie si statistica sociala.
Alte atributii conform OPINS 468/30.05.2024 privind delegarea catre secretarul general al Institutului National de Statistica a atributiilor  presedintelui Institutului National de Statistica privind semnarea actelor  administrative initiate de catre Directia de resurse umane, Directia de buget  si contabilitate si Directia de achizitii, investitii si servicii administratie  generală si OPINS nr.1158/16.07.2024 pentru delegarea calitatii de a angaja, lichida si  ordonanta cheltuielile Institutului National de Statistica.
- Beatrix Gered

Coordoneaza activitatea Directiei generale de IT si infrastructura statistica conform Ordinului președintelui INS nr.1858/06.11.2017.

## Istoric
A fost înființat în 12 iulie 1859, imediat după Unirea Principatelor.
La data de 15 iulie 2009 Banca Națională a României (B.N.R.) a pus în circulație o monedă de argint dedicată celei de-a 150-a aniversări a înființării, de către domnitorul Alexandru Ioan Cuza, a Oficiului de Statistică.

## Galerie

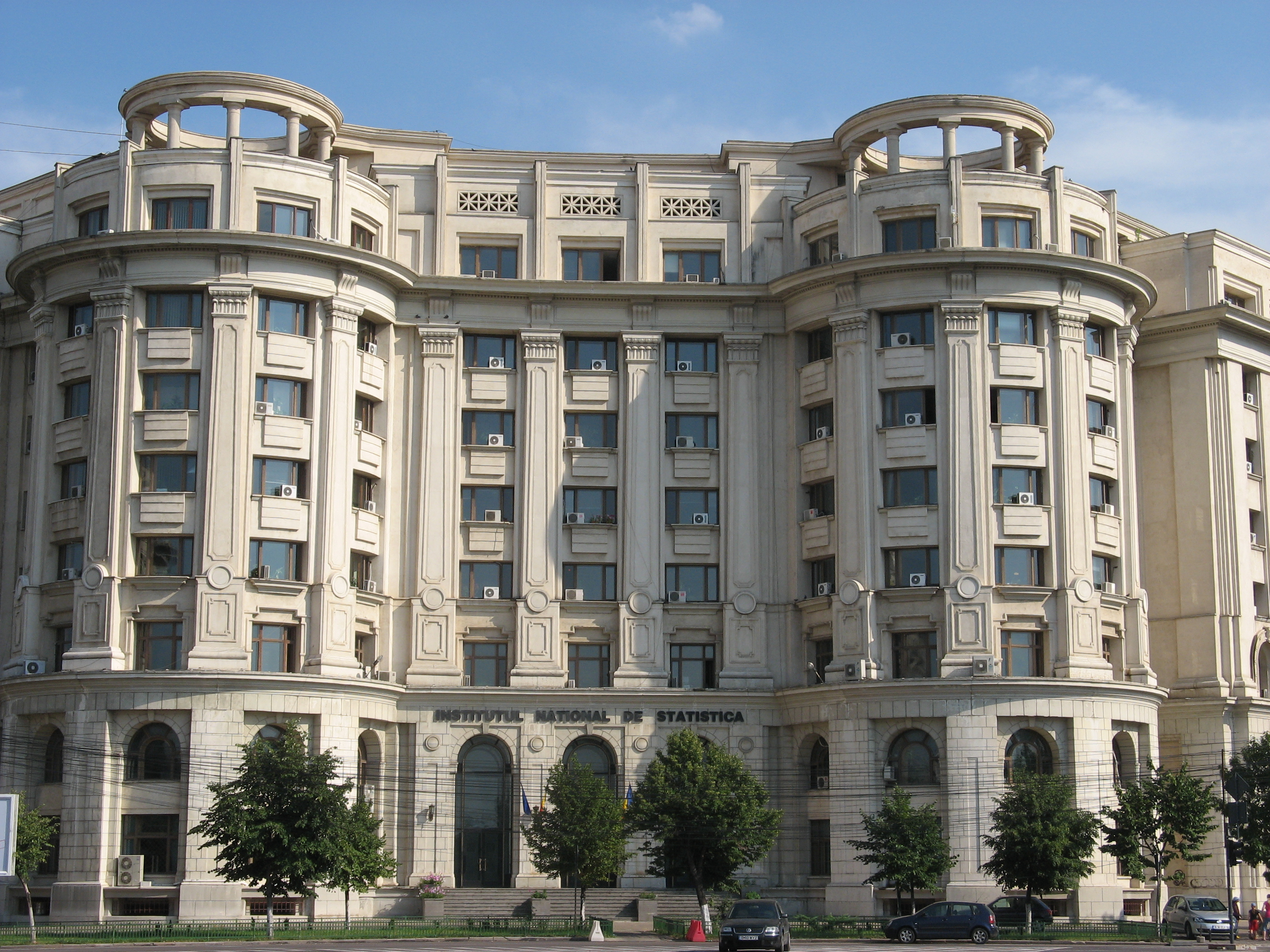
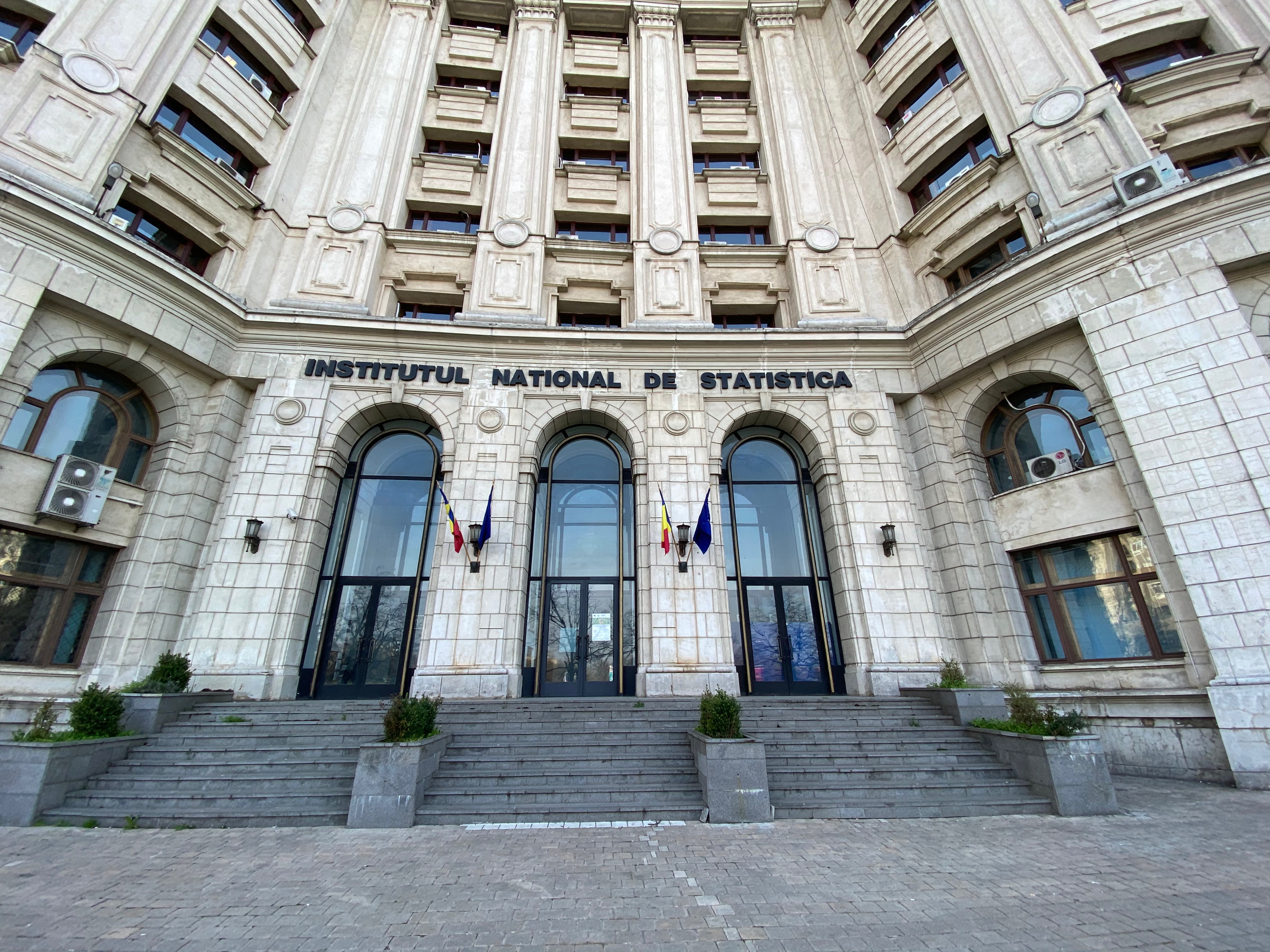
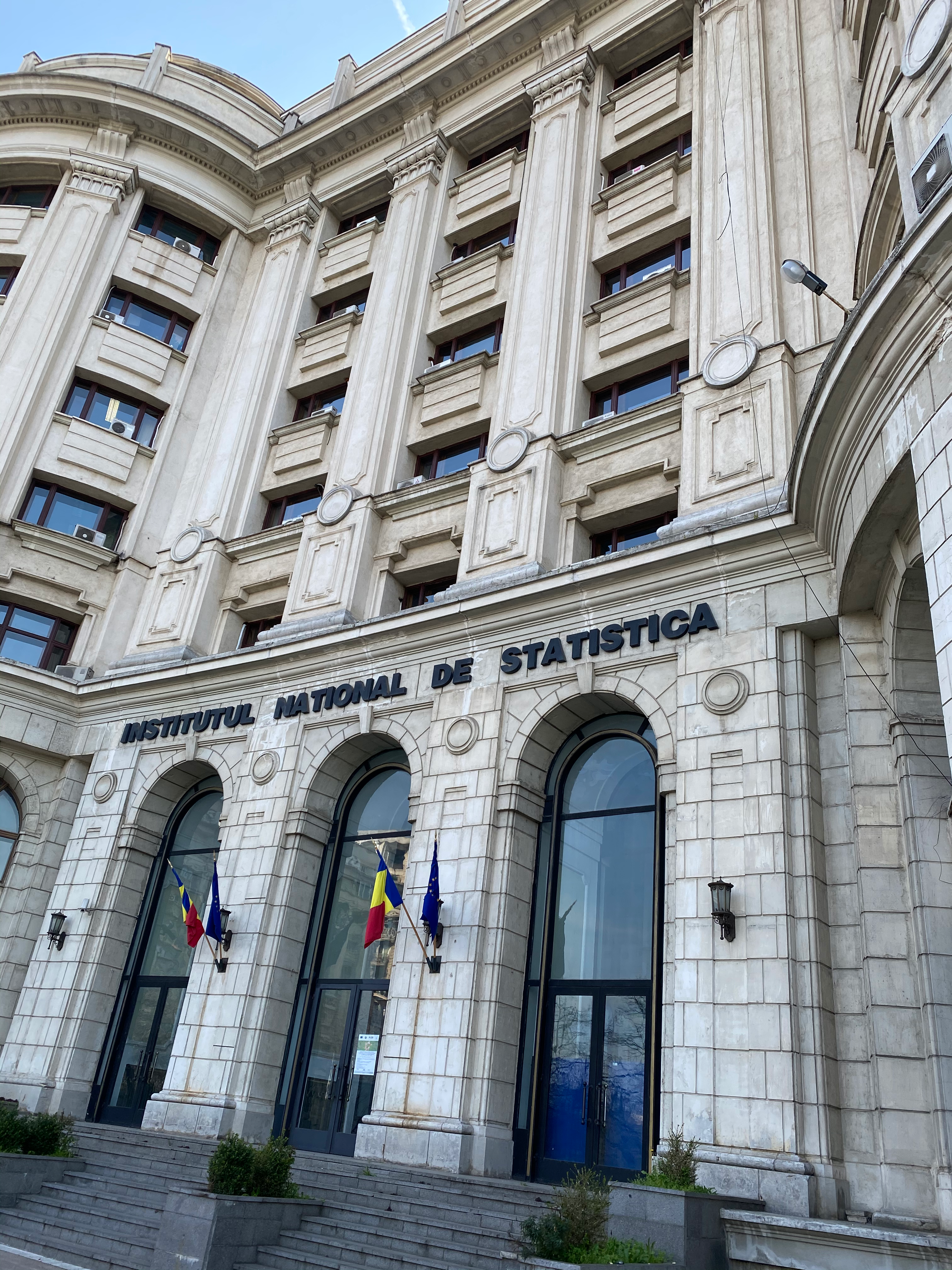
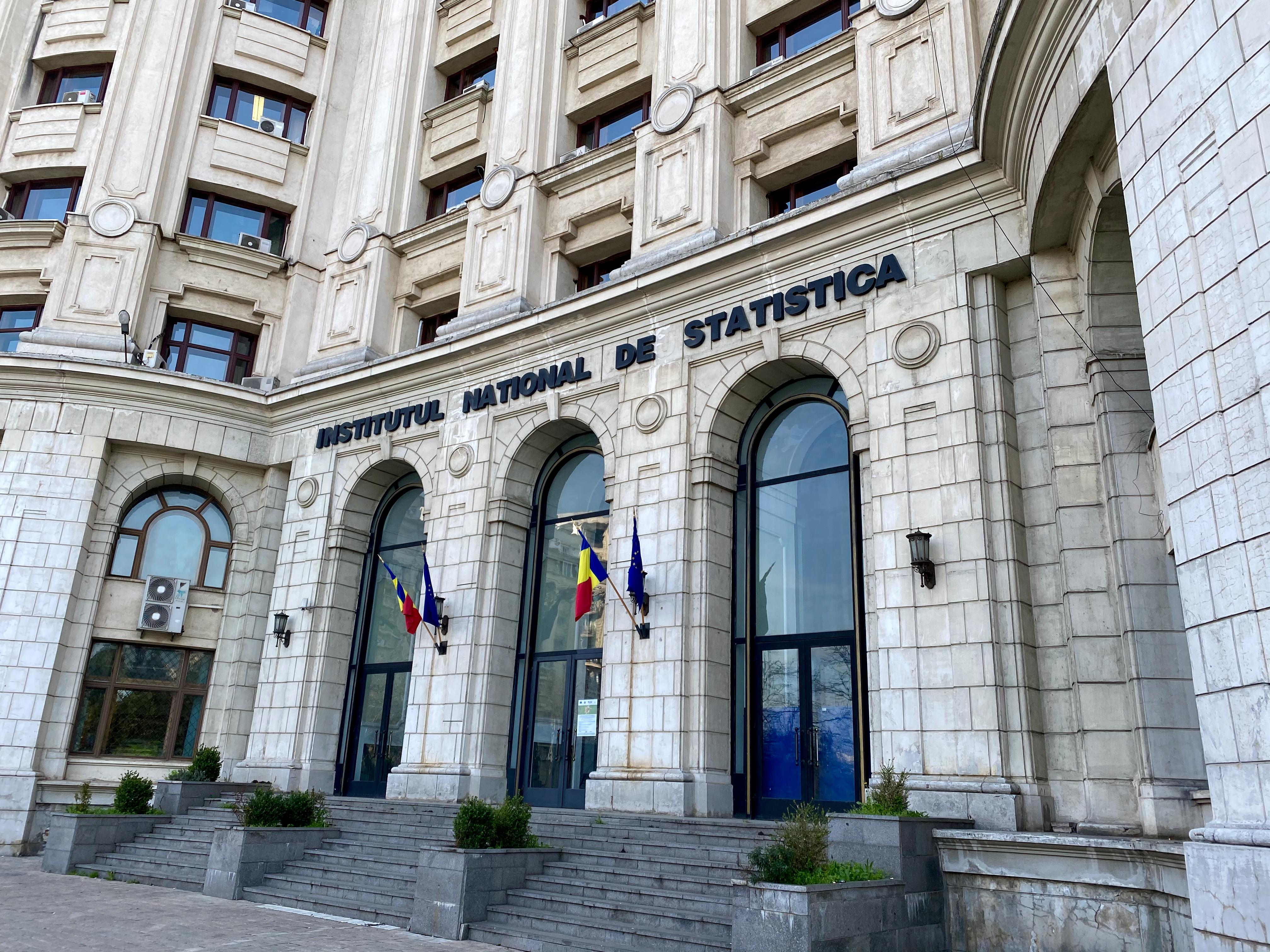
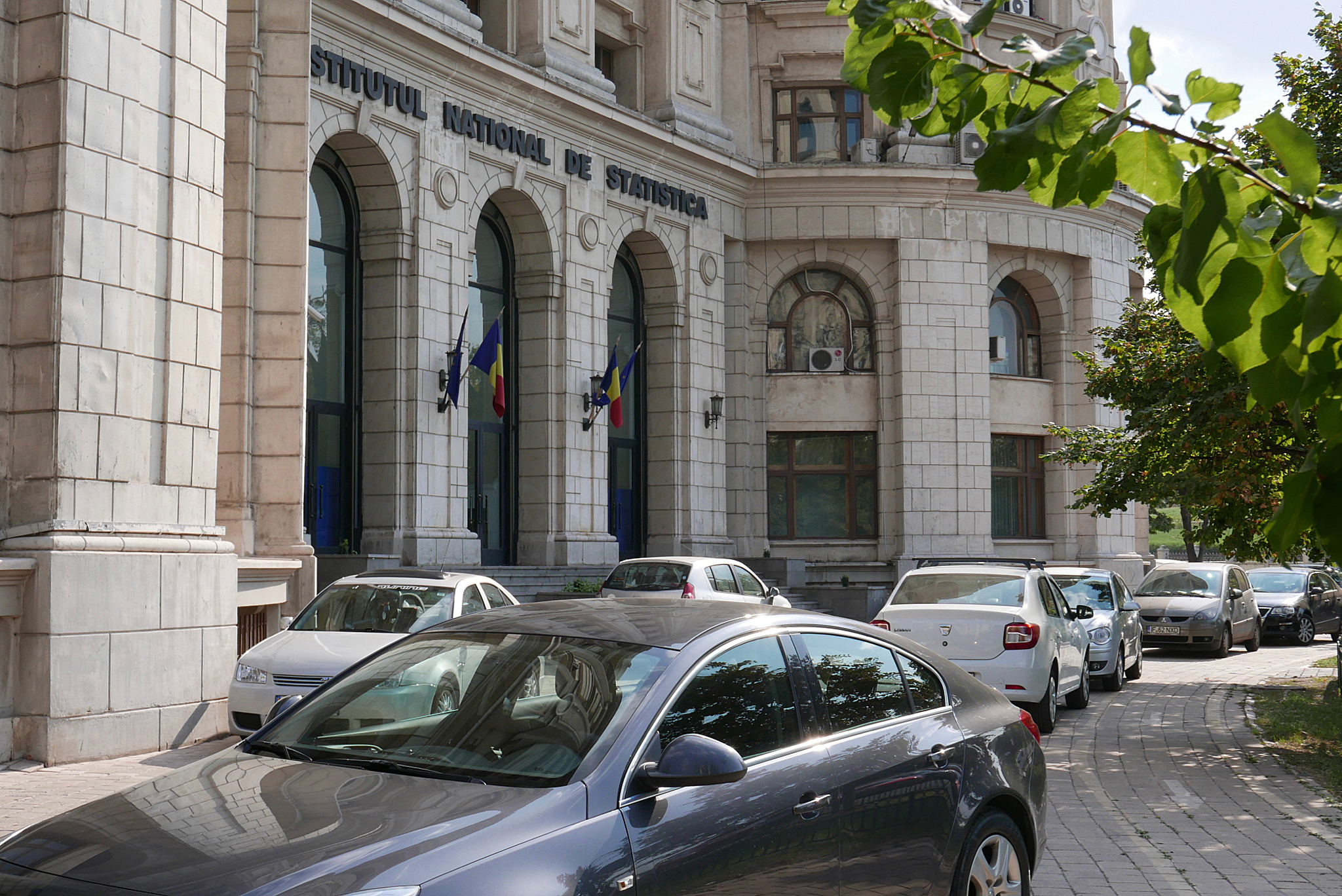